# Mixotrophie

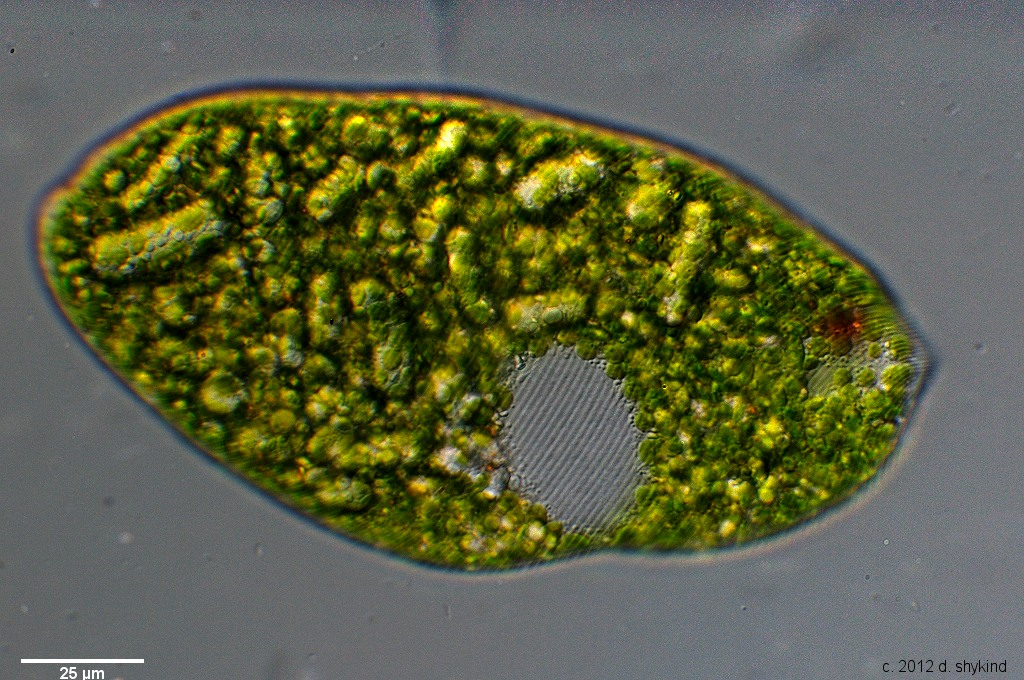
Bei Euglena handelt es sich um eine Gattung mixotropher Lebewesen. Es assimiliert zum einen selbst Photosynthese-Produkte (Glucose) und nimmt sie zum anderen, falls nötig, aktiv auf. Sie ist sogar in der Lage ihre Lebensweise zu vollständiger Heterotrophie zu ändern. Somit lässt sich Euglena nicht den beiden klassischen Lebensweisen der Lebewesen in der Biologie zuordnen.

Mixotrophie (von griechisch mixis = Mischung, und trophos = ernährend) ist eine Bezeichnung für die Fähigkeit einiger Organismen, sowohl Kohlendioxid zu assimilieren als sich auch von organischen Stoffen zu ernähren. Sie sind somit weder vollständig autotroph noch vollständig heterotroph; sie können also sowohl Photosynthese oder Chemosynthese betreiben, als auch von anderen Organismen stammende Nahrungspartikel (oder ganze Organismen) (Phagotrophie) oder gelöste Stoffe (Osmotrophie) aufnehmen und verdauen.

## Spektrum der Ernährungsstrategien
Der jeweils aus den gegensätzlichen Ernährungsweisen Autotrophie und Heterotrophie gewonnene Kohlenstoff kann sehr variabel sein; so gibt es Arten, die mehr Kohlenstoff aus der Autotrophie gewinnen als aus der Heterotrophie und im Gegensatz dazu Arten, die mehr Kohlenstoff aus der Heterotrophie beziehen. Die Mixotrophie ist daher nicht absolut, sondern es gibt ein kontinuierliches Spektrum von absoluter Auto- zu absoluter Heterotrophie.

## Nutzen der Mixotrophie
Die Mixotrophie gewährleistet den Organismen eine größere Flexibilität bei ihrer Ernährung. Photosynthetisch aktive Organismen können durch die zusätzliche Aufnahme von Nahrungspartikeln (Phagotrophie) oder gelösten Stoffen (Osmotrophie) Zugang zu Nährstoffen erhalten, die sie ansonsten nicht hätten nutzen können. Primär heterotrophe Organismen mit der Fähigkeit, Photosynthese zu betreiben, können so auch in Zeiten mit geringer Nahrungsdichte wachsen und sich fortpflanzen.

## Klassen von Mixotrophie
Nach A. Mitra (2019) lassen sich folgende vier Klassen von Mixotrophie unterscheiden:
1. Konstitutive Mixotrophie (der Räuber ist selbst zur Photosynthese fähig)
2. nicht konstitutive Mixotrophie – Generalisten
3. nicht konstitutive Mixotrophie – Zellorganell-Spezialisten
4. nicht konstitutive Mixotrophie – Endosymbiose-Spezialisten

(Die Klassen 2 und 3 fallen unter den Oberbegriff Kleptoplastidie).

## Beispiele
Vor allem in Gewässern sind mixotrophe Organismen anzutreffen, diese sind allesamt planktische Einzeller. Beispiele sind Euglena, Paramecium bursaria und einige Algenarten (div. Goldalgen, einige Chlamydomonas-Arten, Pfiesteria shumwayae). Neuerdings konnte auch für höhere Pflanzen, z. B. Waldorchideen der Gattungen Cephalanthera und Epipactis, eine mixotrophe Ernährungsweise unter Mithilfe von Pilzen nachgewiesen werden.